# 模範英文中學
模範英文中學（英語：Moral Training English College，縮寫：MTEC），是香港一間由潮州華僑於1959年創立的、已結束營辦的私立男女子中學，最初的校舍位於太子道西233至235號，即現在加多利山華美閣的位置。該校後來因應校舍設施不足與面積細小而搬遷到亞皆老街108至110號。之後又因為要擴張校舍而於何文田梭椏道（香港培正中學對面）17號設立分校，不久再搬到九龍塘牛津道。其九龍塘舊址校舍現由啟思小學繼續使用。

## 校政管理
歷任校監
- 1955年至1961年：彭瀚天 先生[2]
- 1961年至1965年：方繼仁 先生[3][4]
- 1965年至1972年：彭瀚天 先生[5]
- 王澤沾 先生

歷任校長
- 1959年至1972年：彭瀚天 先生[2][註 3]
- 1972年至1980年代：王澤沾 先生[註 4][7]
- 1980年代至1991年：莫華亮 先生[8]

歷任副校長
- 王澤沾 先生[9]
- 莫華亮 先生[10]

## 學校命名
模範英文中學的「模範」一詞意指秉持先秦之際孔子的教育宗旨，以培育學生正確的道德觀為教學理念。

## 歷史

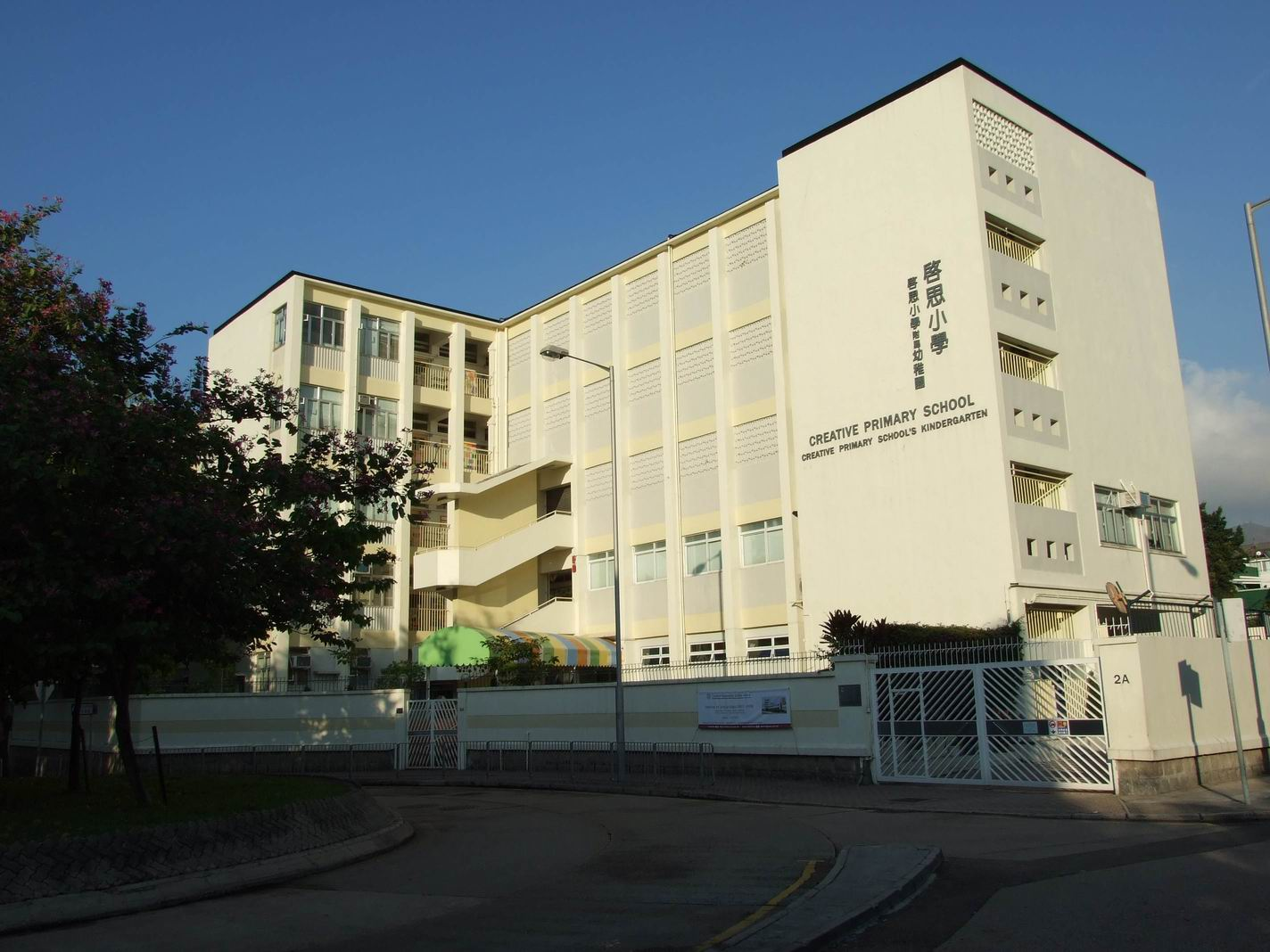
啟思小學現址校舍為模範英文中學的舊校舍

模範英文中學是模範英文書院的中學部，由彭瀚天、莫華亮、許賢璋等人創辦（他們本為另一已結束營運的私校「培新英文書院」分校的教職員）。書院於1959創立時只開辦小學五年級至中四課程。該校在亞皆老街時代合共取錄了約360名學生，開設了8個班別。當梭椏道分校正式營運時再另外開設4個班別，變成小學以及中學各有5個年級。隨著1960年獲准參與香港中學會考，日校與夜校的學生都可以參加考試。模範英文中學的正校設在九龍塘牛津道。其校舍的土地資源來自1960年11月港英政府的一次土地拍賣。有關的辦學團體成功投得地皮後隨即興建新正校，並於翌年12月12日由當時的香港教育司唐露曉主持揭幕儀式。正校佔地36500平方米，其中學校建築群佔了11254平方米面積。1974年再辦夜校。當年，中國國學名家饒宗頤及前香港立法局議員王澤長曾為該校的名譽校董。
由於該校擁有正式的校舍，學生的人數亦因此而大幅增加。由本來的300多人擴展至約3400人。模範英文中學的班級編制分為上午校及下午校，故此，一個年級會有超過5個班別。學校到了1991年結束營辦。另外，已故海蜂足球隊前甲組足球員文錦棠曾分別於1977年和1978年帶領模範英文中學足球校隊奪得兩屆全港校際足球杯冠軍以及麗的電視主辦的第一屆「麗的電視杯」。足球校隊自1960年代初已屬於甲組級別。

## 軼事
在1978年版本教育電視的片尾，可見模範英文中學校舍，然後「中學」字樣急速放大，再切換到香港電台廣播大廈正門。

## 著名教師
- 葉國華：前香港行政長官董建華特別顧問[註 5][17]
- 劉香萍：前香港女演員（在校時任教體育科）
- 文錦棠：香港已故足球員（在校時擔任模範英文中學的足球校隊教練）
- 劉銳之：香港金剛乘學會創立人（在1963年至1974年期間任教中文科及中國歷史科）[18]
- 葉惠波：香港已故女詩人[19][20]（曾任校內中文科老師[21]）
- 趙國雄：長江實業執行董事、置富產業信託主席（曾任教經濟與公共事務科）
- 夏玉麟：香港已故甘草演員（任訓導主任，教授中文及中國歷史科）

## 著名/傑出校友
演藝界
- 葉童（1981年中五，下午校）：香港女演員
- 葉德嫻：香港女歌手和演員
- 史美儀：前香港男演員及電影編劇
- 朱小寶（朱璧汶）：前香港女演員
- 甄志強：前香港男演員
- 劉青雲（1981年中五，下午校）：香港男演員
- 張兆輝（1981年中五，下午校）：香港男演員
- 邱萬城（1981年中五，下午校）：香港男演員
- 傅聲：香港已故男演員
- 何家勁（1979年中五）：香港男藝人
- 嚴秋華（1977年中四）：香港男藝人
- 林子博（1987年中三，上午校）：香港主持人、主播及演員
- 呂方：香港男歌手
- 梁翹柏：香港音樂創作人
- 徐克（1960年代末畢業）：香港電影導演
- 陳志舜：香港已故電影導演

政治、公共事業界
- 盧振雄，SBS：前消防處處長[22]
- 江炳林：香港消防處港島總區助理處長
- 袁武，GBS，JP：前香港臨時立法會議員[23]
- 鄭偉源，JP（1981年中五）：政府新聞處處長、教育局前副秘書長、香港經濟貿易文化辦事處主任
- 符偉樂（1982年中六）：前深水埗區議員[24]

商業、法律界
- 王嘉倫：香港保險教父、前友邦保險香港及澳門執行總監[25]
- 郭壽峰（1966年中五）：尖東廣場有限公司執行董事[26]
- 葉大一（1964年小六，1969年中五）：陝西省政協委員、香港聯洲集團有限公司董事長
- 陳志海：香港資深御用大律師[27]
- 管仲連（陳德源）：前加拿大上市公司嘉漢林業主席兼創辦人、專欄作家[28]
- 李子良，SBS，JP：百老滙攝影器材有限公司董事長
- 江焯開，BBS，MH，JP（1965年中五[29]）：前九龍樂善堂主席（1997年至1999年）
- 王樂得，JP：遼寧省政協常委港區召集人、思捷環保科技有限公司行政總裁

教育、傳媒及文化界
- 徐自立：中國近代書法家
- 倪德文（1978年中五，1979年中五（重讀））：天主教博智小學前校監、前天主教香港教區新界東北總鐸區總鐸
- 鍾劍華：香港理工大學應用社會科學系助理教授
- 文灼非（夜校）：香港傳媒人、灼見名家傳媒社長及行政總裁[30]

體育界
- 文錦棠（1966年中五）：香港足球運動員[31][註 6]
- 陳志光：前香港足球員
- 陳志賢：前香港足球員
- 李樹芬：前香港足球員
- 陳懷偉：香港已故足球員
- 潘長旺：香港東方足球隊甲组足球名將（與馬天雄及張家平同期效力香港足球代表隊）
- 馬天雄：香港已故足球代表隊成員
- 張家平：前香港足球代表隊成員（五一九事件中擊敗中國隊成員之一）
- 李國華：香港已故甲組足球隊流浪主將、前香港足球青年軍成員
- 梁勇傑：香港首位華人欖球球員（曾代表香港欖球和香港15人際欖球隊）
- 何鑑江（1962年中五）：香港體育評述員[32]
- 余懷英（中三離校）：香港體育評述員[22]

其他
- 王永康：加拿大温哥华獅子會會長
- 梁成法：少林黑虎門武術總會副會長、加拿大卑詩省首位華人電单車教官
- 葉志偉：香港旅遊從業員聯會主席
- 伍培坤：九龍中扶輪社前社長